# Bory Stobrawskie
Bory Stobrawskie – duży kompleks leśny o powierzchni około 420 km² położony w południowej Polsce, na terenie województwa opolskiego. Leży na terenie powiatów brzeskiego (gminy Lewin Brzeski i Lubsza), opolskiego (gminy Dobrzeń Wielki, Dąbrowa, Łubniany, Murów i Popielów), kluczborskiego (gminy Kluczbork, Lasowice Wielkie i Wołczyn) i namysłowskiego (gminy Świerczów i Pokój). Bory Stobrawskie wzięły swą nazwę od przepływającej przez nie rzeki - Stobrawy.
W Borach występuje 50 gatunków roślin chronionych oraz około 140 gatunków roślin rzadkich, m.in.: storczyki, długosz królewski, kotewka orzech wodny, lilia złotogłów, wawrzynek wilczełyko i rosiczka okrągłolistna. Żyje tam ponad 220 gatunków chronionych zwierząt, m.in.: wydra, bóbr, kormoran, bielik i zimorodek, największa ważka w Europie - husarz władca.
Dla ochrony boru 28 września 1999 roku utworzono Stobrawski Park Krajobrazowy.